# Schöne Ferien – Urlaubsgeschichten aus Sri Lanka und von den Malediven
Schöne Ferien – Urlaubsgeschichten aus Sri Lanka und von den Malediven ist ein deutscher Fernsehfilm von Konrad A. Baumann aus dem Jahr 1985. Der dritte Teil der Fernsehreihe Schöne Ferien wurde am 8. April 1985 im Ersten Deutschen Fernsehen erstmals ausgestrahlt. Das Reiseleiterteam bestehend aus Tina, Stefanie und Michael wird von Simone Rethel, Claudia Rieschel und Sigmar Solbach gegeben. Sie betreuen in dieser Episode eine Gruppe von Reisenden während eines Badeaufenthalts auf den Malediven und einer Rundreise durch Sri Lanka. Die erzählende Stimme im Hintergrund kommt von Till Hagen.

## Handlung
Der auf Sri Lanka lebende Bauingenieur Wolf Blankenburg sucht die Gelegenheit, seine Tochter Tanja an deren 18. Geburtstag kennen zu lernen. Tanja wusste bisher nichts von ihrem Vater und sie weiß auch nicht, dass Wolf sie und ihre Mutter Lena zu dieser Urlaubsreise eingeladen hat. Während Lena die Zeit beim Strandurlaub auf den Malediven verbringt, zeigt Wolf Tanja die Schönheiten Sri Lankas. Die Überraschung ist schließlich groß, als Tanja erfährt, dass der sympathische Wolf ihr Vater ist.
Die drei Ehemänner Hermann, Harry und Rudi erfüllen sich einen Jugendtraum. Getrennt von ihren Frauen Traudl, Irmi und Frieda lassen sie sich auf einer unbewohnten Malediven-Insel aussetzen, um dort 14 Tage lang wie Robinson zu leben. Natürlich verläuft dieses Abenteuer nicht immer glatt und die drei Damen kommen mit der Abwesenheit ihrer Männer unterschiedlich zurecht.